# Lake Huron
Lake Huron er en Sø mellem USA og Canada med et areal på 59.570 km². Største dybde 228 meter. Lake Huron er en af de fem store søer i Nordamerika som udgør Great Lakes
44°48′N 82°24′V / 44.8°N 82.4°V
|  | Infoboks uden skabelon Denne artikel har en infoboks dannet af en tabel eller tilsvarende. |